# Стрілецький спорт

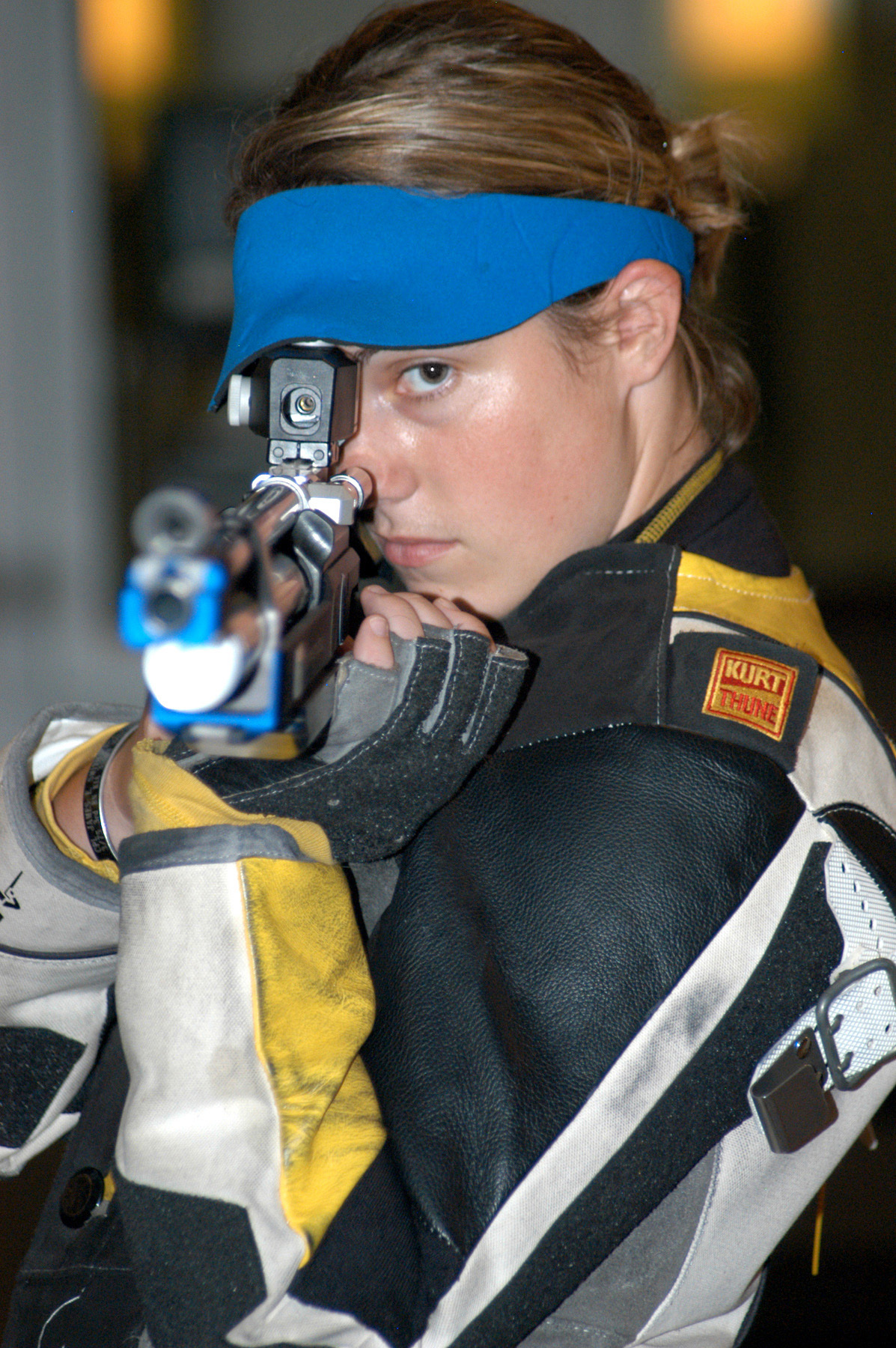
Геті Джонсон — стрілець із пневматичної гвинтівки

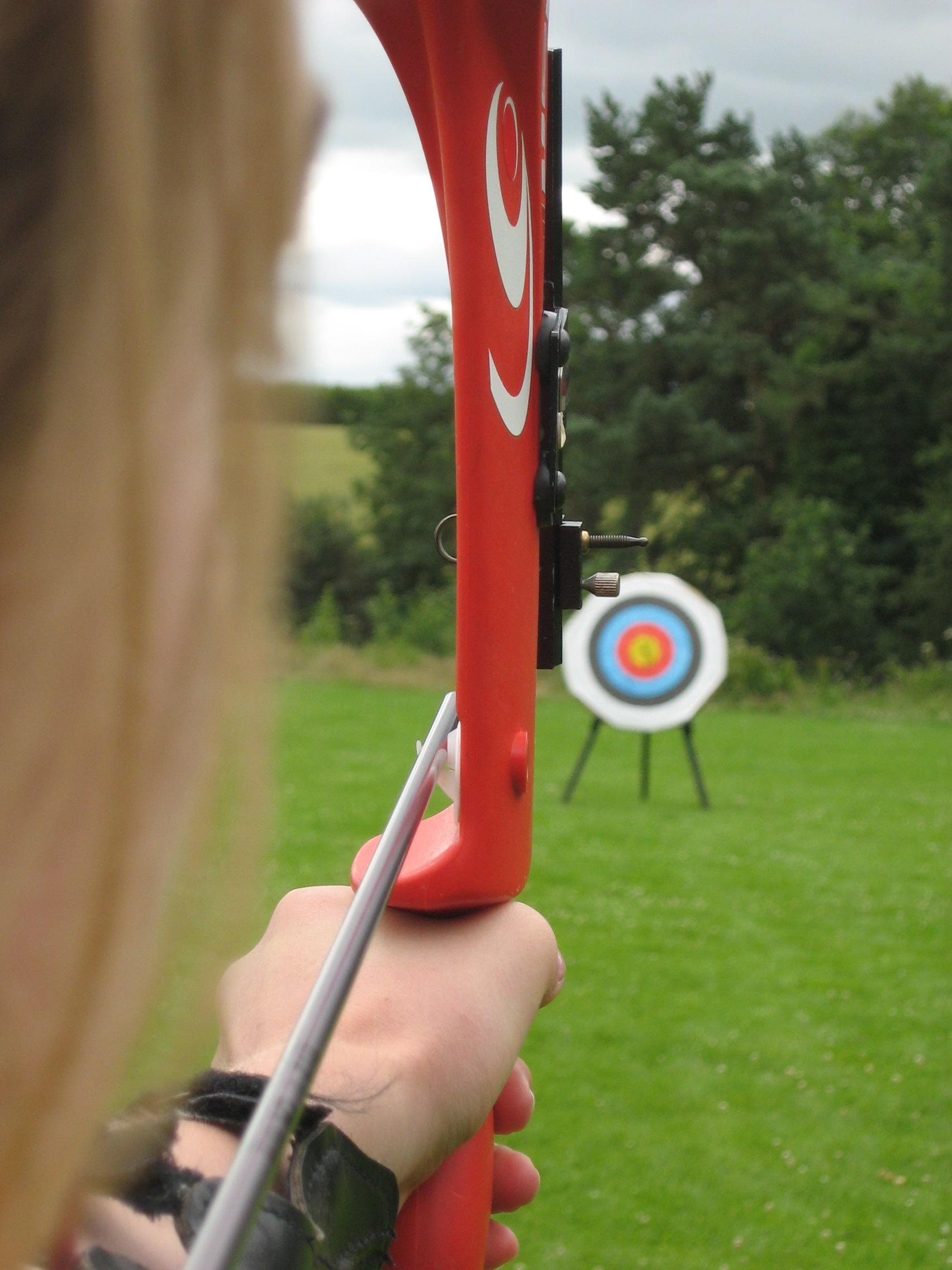
Стрільба із лука

Стріле́цький спорт — спортивна стрільба з вогнепальної зброї. В широкому значенні — спортивна стрільба з вогнепальної і пневматичної зброї — нарізної (кульової) і гладкоствольної (стендової), а також з лука; в спортивній термінології до стрілецького спорту відносять: кульову стрільбу, стендову стрільбу та практичну стрільбу.

## Історія стрілецького спорту в Україні

### Стрілецький спорт на українських землях
Початки стрілецького спорту в Україні сягають середньовіччя: у містах Західної України існували т. зв. «куркові братства» міщан, які щороку змагалися у стрілянні (переможець ставав т. зв. «курковим королем»). Малокаліброві стріляння й змагання відбувалися з 1900-их pp. у Галичині (у «Соколі»), як також у деяких містах Центральної і Східної України.

### Стрілецький спорт в УРСР
В УРСР перші Всесоюзні Стрілецькі Змагання відбулися 21 серпня 1927 у Харкові, хоч уже від 1925 відбувалися змагання у Запоріжжі, Артемівському й ін. У змаганнях беруть участь чоловіки й жінки.
З 1952 стрільці з УРСР беруть участь у міжнародних змаганнях і в олімпійських іграх, але тільки під прапором СРСР, на рахунок якого ідуть усі перемоги українських стрільців. У них чемпіонати чи золоті медалі здобули: Г. Купко, Д. Добрук, М. Прозоровський, В. Романенко, Н. Калениченко, Й. Желізняк, В. Земенко, С. Тягній та ін.
З 1960 відбувається чемпіонат УРСР зі стрільби із лука.

## Види стрілецького спорту
Змагання зі стрільби відбуваються згідно з правилами, які встановлює Міжнародна Федерація стрілецького спорту (англ. International Shooting Sport Federation (ISSF)), а на рівні національних чемпіонатів — національні спортивні стрілецькі федерації. В Україні таким органом є Федерація стрільби України
Стрілецький спорт має три основних види, які поділяються на категорії:
- Кульова стрільба — стрільба в тирі зі спеціальної спортивної зброї (нарізної або пневматичної) по спеціальних мішенях на влучність.
  - Стрільба з гвинтівки
  - Стрільба з пістолета
  - Стрільба по рухомих мішенях
- Стендова стрільба — стрільба з гладкоствольної (але не пневматичної) зброї шротом по спеціальних рухомих мішенях (тарілках), при цьому розрізняють три категорії стендової стрільби:
  - Стрільба на траншейному стенді або трап (від англ. trap-shooting)
  - Стрільба на круглому стенді або скит
  - Дубль-трап або дабл-трап — стріляння дуплетом по двох мішенях на траншейному стенді
- Спортинг — різновид стендової стрільби, котрий радше є її спортивно-мисливським варіантом і включає стріляння як по мішенях, що летять у повітрі, так і таких, що рухаються по поверхні.

Крім того виділяють олімпійські види стрілецького спорту.

## Досягнення українських спортсменів у стрілецькому спорті
У 2000 український стрілець Микола Мільчев встановив абсолютний світовий рекорд у скиті — 150 тарілочок зі 150 можливих.
Див. також: Стрілецько-мисливський спорт
Авраменко Галина — українська спортсменка, член національної збірної команди України, Заслужений майстер спорту України, багаторазова чемпіонка та призерка чемпіонатів світу і Європи з кульової стрільби, рекордсменка України

## Практична стрільба
Відносно молодий вид стрілецького спорту — практична стрільба. Він зародився в Каліфорнії на початку 50-х і швидко поширився на інші континенти, включаючи Європу, Австралію, Центральну і Південну Америку, Африку.
Міжнародна конфедерація практичної стрільби (International Practical Shooting Confederation — IPSC) офіційно була заснована в травні 1976. Сьогодні Міжнародна Конфедерація Практичної Стрільби розвивається більш ніж у шістдесяти країнах від Аргентини до Зімбабве.
Головне завдання практичної стрільби — забезпечити безпечне та кваліфіковане використання вогнепальної зброї добропорядними громадянами, підняти загальну культуру поводження зі зброєю. Сьогодні міжнародні змагання з Практичної Стрільби, в основі яких лежить безпека та безпечне поводження зі зброєю, влучність, потужність та швидкість, проводяться по всьому світу. Найвище досягнення в Практичній Стрільбі — стати Чемпіоном Світу IPSC.
У практичній стрільбі існують такі типи мішеней: стандартна паперова, що коливається паперова (свінгер), металева спадна (пеппер-поппер), металева тарілка, що падає (круглої або квадратної форми).
У практичній стрільбі дозволено застосовувати тільки патрони калібру від 9 мм.
Маючи бойове походження, цей вид спорту сильно видозмінився, але і сьогодні це найбільш прикладний вид спорту у багатьох спецпідрозділах світу.
17 грудня 2010, на позачерговій конференції Федерації стрільби України, практичну стрільбу було внесено до переліку офіційних стрілецьких видів спорту.

## Цікаві факти
- Стійка навичка ефективного володіння пістолетом у більшості стрільців виробляється після тренувань загальною тривалістю 50 годин і не менше 1000 пострілів.
- У програмі сучасних Олімпійських ігор 17 видів стрілецької програми, в тому числі 11 в кульовій стрільбі і 6 у стендовій (з гладкоствольних рушниць).
- Психологи вважають, що стрільба - це генетично обумовлений інстинкт самозбереження і самореалізації. Людина почала стріляти, коли треба було добути їжу, щоб захистити своє життя і життя близьких.[2]
- У середині XIX століття найпопулярнішою мішенню серед стрільців були голуби.
- У змаганнях зі стрільби переможець визначається за найбільшою кількістю уражених мішеней. У 1963 на Спартакіаді народів СРСР був прецедент, коли двом стрільцям для визначення чемпіона на круглому стенді довелося в перестрілці стріляти 75 разів. Той випадок і сьогодні вважається унікальним.
- Одноразова втрата у вазі в окремих стрільців в залежності від виконуваного на змаганнях стрілецької вправи в середньому становить 2 - 3 кг.
- За 35-річну історію спорту IPSC у світі не відбулося жодного нещасного випадку, пов'язаного з вогнепальною зброєю. З цього факту за рівнем безпеки цей спорт можна порівняти з шахами.